# Alexandru Maftei
Alexandru Maftei (n. 1 ianuarie 1970) este un regizor și un scenarist român. A absolvit Academia de Teatru și Film din București în 1994.

## Filmografie

### Regizor
- Stare de fapt (1995) - asistent de regie
- În fiecare zi e noapte (1995) - scurt metraj
- Fii cu ochii pe fericire (1999)
- Lombarzilor 8 (serial TV, 2006) - 7 episoade
- Cu un pas înainte (serial TV, 2007) - episoadele Spune-mi adevărul, Pas în trei și Săruturi
- Supermarket (2011)
- Bună, ce faci? (2011)
- Domnișoara Christina (2013)

### Scenarist
- Domnișoara Christina (2013)